# Faiza Al-Kharafi
Faiza Mohammed Al-Kharafi (arabisch فايزة الخرافي, DMG Fāyiza al-Ḫarāfī; * 1946) ist eine kuwaitische Chemikerin und Hochschullehrerin. Von 1993 bis 2002 war sie Präsidentin der Universität Kuwait.

## Herkunft und Ausbildung
Faiza Al-Kharafi wurde 1946 in einer wohlhabenden Familie in Kuwait. Sie besuchte die Al Merkab High School. Ihren Bachelor of Science erwarb sie 1967 an der Ain-Shams-Universität in Kairo. An der Universität Kuwait absolvierte sie 1972 ihren Masterstudiengang. Sie baute dort ein Forschungslabor für Korrosion und Elektrochemie auf und promovierte 1975.

## Karriere
Faiza Al-Kharafi arbeitete nach ihrem Studium weiter an der Fakultät für Chemie der Universität Kuwait, wurde 1984 Vorsitzende des Fachbereichs und war von 1986 bis 1989 Dekanin der Sektion für Naturwissenschaften. Seit 1987 ist sie Professorin für Chemie an der Universität Kuwait. 1993 ernannte der Emir Dschabir al-Ahmad al-Dschabir as-Sabah Al-Kharafi zur Präsidentin der Universität, womit sie die erste Frau an der Spitze einer großen Universität im Nahen Osten war. Eine große Aufgabe war der Wiederaufbau der Universität Kuwait nach dem Zweiten Golfkrieg (1990 bis 1991). Al-Kharafi war bis 2002 Präsidentin der Universität und verantwortlich für 1.500 Wissenschaftler, über 5.000 Angestellte und über 20.000 Studenten.
Al-Kharafi legte in ihrer Amtszeit großen Wert darauf, zu dokumentieren, welche gewaltigen Fortschritte die wissenschaftlichen Forschung in Kuwait in dieser Zeit aufzuweisen hatte.
In ihrem eigenen Forschungsbereich untersuchte Al-Kharafi die Auswirkungen von Korrosion auf Motorkühlsysteme, Destillationsanlagen für Rohöl, geothermische Hochtemperatursole und Leitungswasser. Sie hat auch die Korrosion in verschmutztem Wasser und die durch Verschmutzung verursachte Metallkorrosion untersucht. Als Elektrochemikerin untersuchte sie das Verhalten von Metallen und Metalllegierungen wie Aluminium, Kupfer, Platin, Niob, Vanadium, Cadmium, Messing, Kobalt und kohlenstoffarmen Stahl. Sie war an der Entwicklung von Katalysatoren auf Molybdän-Basis beteiligt, die die Oktanzahl von Benzin ohne Benzolnebenprodukte verbesserten.
Seit 1998 ist sie Mitglied des Vorstands der Universität der Vereinten Nationen. Nach der Einführung des Frauenwahlrechts in Kuwait 2005 sagte sie: "Wenn wir politische Rechte haben, können wir unsere Meinung äußern und für die richtige Person stimmen ... Das gibt uns die Möglichkeit, unsere Ideen zu äußern." 2006 unterstützte sie die Gründung der American Bilingual School in Kuwait. Sie war sechs Jahre lang Vizepräsidentin von The World Academy of Sciences (TWAS) und Mitglied in zahlreichen Gremien, darunter die Kuwait Foundation for the Advancement Sciences und das Kuwait-MIT Center for Natural Resources and the Environment. 2016 stiftete sie den TWAS-Fayzah M. Al-Kharafi Award, mit dem Wissenschaftlerinnen aus Ländern mit wissenschaftlichem und technologischen Nachholbedarf ausgezeichnet werden.

## Ehrungen
- 2005 Nennung unter die "Most Powerful Women – Women To Watch in the Middle East" durch die Zeitschrift Forbes.[5]
- 2006 Kuwait Prize in Applied Sciences
- 2008 Top Gulf Woman of the Year durch The Council for Gulf Relations[10]
- 2011 UNESCO-L’Oréal-Preis for Women in Science[11]

## Privates
Al-Kharafi ist verheiratet mit Ali Mohammed Thanian Al-Ghanim und hat fünf Söhne und zehn Enkel. Ihr Sohn Marzouq Al-Ghanim ist Präsident der Kuwaitischen Nationalversammlung. Ihr Bruder Nasser Al-Kharafi war ein einflussreicher Unternehmer.

## Veröffentlichungen
- Faiza Al-Kharafi: Al Saratan Aw Al Khelyat Al Moutamarida. (deutsch: Cancer or Rebellious Cells). 1983 (englisch).
- Faiza Al-Kharafi: Al Hareb Al Kimaeya. (deutsch: Chemical War). 1986 (englisch).
- Aboubakr M. Abdullah, Al-Kharafi, Faiza M., Ateya, Badr G.: Intergranular corrosion of copper in the presence of benzotriazole. In: Scripta Materialia. 54. Jahrgang, Nr. 9, Mai 2006, S. 1673–1677, doi:10.1016/j.scriptamat.2006.01.014 (englisch).
- Saad Makhseed, Al-Kharafi, Faiza, Samuel, Jacob, Ateya, Badr: Catalytic oxidation of sulphide ions using a novel microporous cobalt phthalocyanine network polymer in aqueous solution. In: Catalysis Communications. 10. Jahrgang, Nr. 9, 25. April 2009, S. 1284–1287, doi:10.1016/j.catcom.2009.01.034 (englisch).